# Ilmari Honkanen
Ilmari Kalervo Honkanen (Loimaa, 25 dicembre 1909 – Naantali, 8 ottobre 1987) è stato un militare finlandese e Cavaliere della Croce di Mannerheim.
Dopo la guerra, Honkanen lavorò presso la compagnia di assicurazioni Sampo, come vicedirettore, dalla quale si ritirò nel 1969.

## Biografia
Diplomatosi nel 1930 presso il liceo di Turku, dopo un anno in cui servì come coscritto presso il Reggimento Pori, iniziò a studiare scienze naturali, per poi cambiare facoltà e laurearsi in economia nel 1935. Era appassionato di sport, in particolare hockey e baseball, e fu membro sia della federazione di baseball che della federazione di hockey su ghiaccio della Finlandia.
Durante la guerra d'inverno fra Finlandia e Unione Sovietica prestò servizio come caporale in una scuola di fanteria a Helsinki. Nel maggio del 1940 venne congedato con il grado di sottotenente. Nel periodo tra le due guerre prese parte alla guerriglia.
Il 27 febbraio 1942 fu insignito della Croce di Mannerheim per la sua partecipazione a numerose azioni di ricognizione e sabotaggio durante la guerra di continuazione:
- 19 luglio 1941 - 25 agosto 1941, nell'area del villaggio di Kalevala.
- 6 - 23 ottobre 1941, presso Rukajärvi.
- 4 - 7 dicembre 1941, lungo la ferrovia Kirov.
- 16 - 22 gennaio 1942, presso la città di Puutosi.
- 12 febbraio 1942, presso l'ospedale da campo n. 2212 a Petrovskiy Yam.

Nel corso di quest'ultima operazione il tenente Honkanen guidò un gruppo di 100 soldati che, dopo uno scontro di circa 2 ore, provocò ai sovietici perdite per circa 500 uomini, 300 cavalli, 90 veicoli e 60 edifici, tra cui i magazzini di cibo, uniformi, munizioni e carburante. Le perdite da parte finlandese ammontarono a 5 morti e 9 feriti. La distruzione della base di Petrovskiy Yam fu una delle operazioni di maggior successo nell'ambito della ricognizione militare a lungo raggio (Kaukopartiotoiminta).
Dopo la guerra, il 12 novembre 1944, fu congedato con il grado di capitano. Durante la sua ultima ricognizione si era gravemente ammalato e fu necessario trasportarlo in Finlandia in aereo.
Nel gennaio 1945 iniziò a lavorare come direttore di una filiale presso la compagnia di assicurazioni Sampo a Turku.